# Le Cinquième Enfant
Le Cinquième Enfant est un court roman de l'écrivaine britannique Doris Lessing publié pour la première fois au Royaume-Uni en 1988 et traduit ensuite en plusieurs langues. 
Il traite des changements dans la vie d'un couple marié, Harriet et David Lovatt, après la naissance de leur cinquième fils, Ben. Une suite, Ben, in the World (2000) raconte la vie de Ben après qu'il a quitté sa famille.